# تونس في الألعاب الأولمبية الصيفية 1972
شاركت تونس في الألعاب الأولمبية الصيفية 1972 التي أقيمت في ميونخ بألمانيا. حيث تعد هذه المشاركة الرابعة لها بالألعاب الأولمبية الصيفية.

## الفائزين بالميداليات
| الميدالية | الرياضة | الفئة   | الرياضي      |
| --------- | ------- | ------- | ------------ |
|           | ركض     | 5000متر | محمد القمودي |

## مقالات ذات صلة
- تونس في الألعاب الأولمبية

## وصلات خارجية
- الموقع الرسمي للجنة الوطنية الأولمبية التونسية.
- تونس في الموقع الرسمي للجنة الأولمبية الدولية.